# Peter Sidlo
Peter Sidlo (* 9. Februar 1974 in Wien) ist ein österreichischer Manager und ehemaliger Bezirksrat der FPÖ in Wien-Alsergrund.

## Werdegang
Nach einem Studium der Rechtswissenschaften an der Universität Wien widmete er sich dem Studium von Wirtschaft und Finanzen mit dem Schwerpunkt auf Kapitalmarktrecht sowie internationales Finanzrecht. Peter Sidlo war knapp sechs Jahre bei der Finanzmarktaufsicht im Bereich „Wertpapiere“ tätig. Danach wechselte er zum börsennotierten Immobilienkonzern conwert Immobilien Invest SE und leitete dort die Ressorts „Kapitalmarkt“ und „Konzernkommunikation“.
2010 wurde er als freiheitlicher Bezirksrat in Wien-Alsergrund angelobt. 2014 erfolgte ein Wechsel in den Vorstand der Investmentgesellschaft SIGMA Investments.
Am 1. März 2018 wurde Sidlo zusammen mit ÖVP-Vizeparteichefin Bettina Glatz-Kremsner von der Bundesregierung Kurz I in das OeNB-Aufsichtsgremium (Generalrat) entsandt. Von 1. Mai bis 2. Dezember 2019 war er Vorstandsdirektor für die Bereiche Finanzen und Compliance der Casinos Austria AG. Seine Ernennung zum Vorstandsdirektor der Casinos Austria AG wurde medial und politisch als Casinos-Affäre thematisiert und von der Staatsanwaltschaft untersucht. Anfang Dezember 2019 wurde er durch den Aufsichtsrat des Unternehmens von diesem Amt abberufen. Zum 30. Juni 2019 schied er nach dem Verzicht auf sein Bezirksratsmandat aus der Bezirksvertretung des neunten Wiener Bezirks (Wien-Alsergrund) aus. Am 6. September 2019 stellte Sidlo sein OeNB-Generalratsmandat vorübergehend ruhend. Sein Mandat endete mit Februar 2023.